# Зельонка (Семполенський повіт)
Зельонка (пол. Zielonka) — село в Польщі, у гміні Сошно Семполенського повіту Куявсько-Поморського воєводства.
У 1975-1998 роках село належало до Бидгощського воєводства.